# Biserica „Sfântul Nicolae” din Isacova
Biserica „Sf. Nicolae” este o biserică amplasată în Isacova, raionul Orhei, Republica Moldova. Este un monument arhitectural de importanță națională inclus în Registrul monumentelor Republicii Moldova ocrotite de stat cu nr. 1126 (raionul Orhei). Datează din 1887.